# Farbenlehre (Film)
Farbenlehre (Originaltitel A Theory of Colours) ist ein deutscher Fantasyfilm und Low-Budget-Film. Im Zentrum des Films steht Goethes Kritik an Newtons Farbenlehre.

## Handlung
Erster Filmteil
Die erste Szene zeigt den Zauberer Nigel in einem Sturm. Isidorus verlässt eine „alte Burg“, eine kritische Allegorie, welche Goethe in seiner Farbenlehre verwendet hatte. Beide begegnen sich zum ersten Mal, nachdem Isidorus stürzt. Johannes und sein Begleiter Philippus wollen ihm helfen.
Nach einem Vortrag am Feuer schickt Johannes Isidorus zusammen mit Philippus auf die Reise zu Liora, der Königin des weißen Lichts. Im Wald lauert Neithart den beiden auf, nachdem er von Nigel aus seinem Gefängnis befreit wurde. Bevor Neithart sie töten kann, wird er von Nigel aufgehalten, der reklamiert, dass beide erst sterben sollen, „wenn sie tot genug seien“. Den Aufstieg zu Lioras Wohnplatz stört Nigel, indem er eine Steinlawine auslöst. Er verwandelt im Sturm die Gegend in eine Winterlandschaft, sodass Philippus umkehren muss. Schließlich geht Isidorus alleine weiter, wobei er beim letzten Stück des Weges von Martinus begleitet wird. Als sie Liora finden, möchte diese nicht in einen wissenschaftlichen Diskurs über Licht eintreten. Sie entschwindet, nachdem sie Isidorus dessen Prisma zurückgibt.
Beim Abstieg treffen Johannes und Isidorus im Wald zusammen. Sie trennen sich wieder nach einem Streit. Dabei werden sie von Otto beobachtet, der auf dem Weg durch den Wald ist. Otto spricht Johannes an und wird über Isidorus’ verkehrte Farbenlehre aufgeklärt. Sie beschließen, ihn zur Rede zu stellen. Als sie in Isidorus’ Werkstatt eintreffen, missbilligt Johannes dessen Experimente in der dunklen Kammer. Auch Neithart verfolgt die Szene. Johannes erklärt Otto seine Sichtweise im Obergeschoss des Gebäudes. Danach erinnert er an seine Visionen über Farben, welche er auf einer Harzreise hatte.
Zweiter Filmteil
Isidorus begegnet Nigel, der ihn auf dem Weg zur Andacht begleitet. Plötzlich ist Nigel wieder am Ort seines Sturmzaubers zu sehen. Eva-Helena erscheint Isidorus in einer Wildnis und zeitgleich während der Andacht, als er in Büchern über sie liest.
Eva-Helena weckt Isidorus’ Interesse trotz der mehrdeutigen Hinweise, die über sie geschrieben stehen. In die Wildnis versetzt, folgt er ihr, scheitert aber im letzten Moment der Annäherung.
Die Szene wechselt in ein Flusstal. Johannes und Otto wandern dort. Isidorus folgt. Ein Clown bewacht das Tor zur Farbe, das durch einen Wasserfall führt. Er lässt Johannes und Otto passieren, aber Isidorus nicht. Johannes und Otto durchqueren die hinter dem Wasserfall gelegene Höhle und gelangen in die Welt der Farbe. Zwischenzeitlich erscheint Eva-Helena dem heimgekehrten Isidorus während eines Traumes, wobei sich beide Unterwasser in einem See letztlich finden.
Die Welt der Farbe wirkt zunächst dunkel und grau. Johannes und Otto finden eine Schatzkiste mit Farbtafeln, deren Funktion Johannes erklärt. Beide wollen Isidorus bei einem Versuch mittels der gefundenen Farbtafeln überzeugen. Das misslingt, da er ein nur oberflächliches Verständnis zeigt. Als sie ihn verlassen, wird es dunkler. Auch um Eva-Helena herum, welche die Szene von einer Burg aus beobachtet hatte. Sie fängt einen Vogel, den sie in einen Käfig sperrt. Währenddessen geht Isidorus zurück ins Haus. Beide beobachten sich. Eva-Helena kann nicht einschlafen. Sie sendet einen Impuls, der Isidorus weckt. Im Mondlicht findet er den Weg zu ihr hinauf. Was bei der anschließenden Begegnung passiert, wird nicht gezeigt.
Johannes spricht von weiteren Visionen über Farben in einer Schneelandschaft. Danach trifft er sich mit Otto zum Tee an dessen Staffelei. Sie diskutieren über Naturphänomene und deren Verbindung zu Kunst und Farben.
Dritter Filmteil
In der Nacht wird Isidorus von der Erinnerung an das Erlebnis mit dem Clown geweckt, der ihn nicht in die Welt der Farbe einlassen wollte. Am nächsten Tag findet er einen anderen Weg durch Wasserfall und Höhle und erreicht die Quelle der Farbe. Der bewachende Clown erscheint zunächst bedrohlich, später aber versöhnlich, da Isidorus Mitgefühl zeigt.
Er erreicht einen Bereich mit Säulen, welchen er genau vermisst. Danach besucht er Johannes, der in seinem Schloss auf ihn wartet. Auch sie versöhnen sich nach einem Gespräch über Religion und einem Besuch in der Dachkammer des Schlosses. In der letzten Szene malt Eva-Helena ein Bild. Sie erklärt Otto, dass warme Farben nach vorne und kühle Farben nach hinten treten beim Entstehen einer Perspektive.

## Produktion
Einige Szenen spielen in der Tomburg bei Rheinbach. Als „Tor zur Farbe“ dienten die Dreimühlen-Wasserfälle von Üxheim. Newtons Werkstatt wurde in die Gronrechtsmühle bei Nettersheim versetzt. Die Schloss-Szenen entstanden in der Villa Rosenberg in Langenberg (Rheinland). Circa 10 Prozent des Films wurden bei Einsatz von Farbfiltern gedreht. Einen Schwerpunkt der verwendeten Filmmusik bilden Sequenzen aus Johann Sebastian Bachs Kunst der Fuge, gespielt vom Moscow State University Chamber Orchestra unter der Leitung von Alexander Konstantinov.

## Veröffentlichungen
Der Film ist bei der FSK unter dem deutschen Titel „Farbenlehre“ registriert. Zunächst erfolgte die Veröffentlichung jedoch im englischsprachigen Raum, sodass die englische Titelversion bekannter und maßgebend wurde: Great Lakes International Film Festival, USA, 7. Dezember 2017 International Filmmaker Festival of World Cinema, London, 12. Februar 2018. Am 9. Dezember 2018, erfolgte die deutsche Kinopremiere in Düsseldorf. Hierfür wurde die aktuelle, 82-minütige Schnittversion erstellt. Am 23. März 2019 erfolgte eine Veröffentlichung auf DVD. Der Film wird von der Seria Ars Film UG (haftungsbeschränkt) vertrieben.

## Kritik
Dieser expressionistische Spielfilm setzt sich mit verschiedenen Wahrnehmungsformen von Farbe, darunter auch Goethes „Farbenlehre“ und Newtons klassische physikalische Auffassung im Kontext von Musik (z. B. Bachs „Die Kunst der Fuge“) auseinander. Die beiden Protagonisten John und Isidorus konfrontieren sich mit ihren sehr unterschiedlichen spirituellen Konzepten. Gelehriger Gang durch die Kunst- und Geistesgeschichte mit etwas abgehobener „Einfärbung“.

## Nominierungen
Der Film wurde im Jahr 2018 auf dem International Filmmaker Festival of World Cinema in London für die Kategorien „Best Original Screenplay of a Foreign Feature Film“ und „Talented New Filmmaker“ nominiert.